# Coupe Spengler 1948
Navigation
Édition précédente Édition suivante
La Coupe Spengler 1948 est la 24e édition de la Coupe Spengler. Elle se déroule en décembre 1948 à Davos, en Suisse.

## Règlement du tournoi
Un premier tour permet de déterminer les trois équipes qui participeront à la phase de poule. Ces équipes sont regroupés au sein d'un seul groupe. Les équipes jouent un match contre chacune des autres équipes. Le premier de la poule est déclaré vainqueur de la Coupe Spengler.

## Résultats des matchs et classement

### Premier tour
| 28 décembre | LTC Prague | 18-4 (5-0, 4-1, 9-3) | Neuchâtel Young Sprinters |  |

| 28 décembre | Montchoisi HC | 7-5 (1-1, 0-3, 6-1) | CP Berne |  |

| 28 décembre | Université d'Oxford | 1-9 (1-1, 0-3, 0-5) | HC Davos |  |

### Phase finale
| 29 décembre | Montchoisi HC | 1-3 (1-1, 0-1, 0-1) | HC Davos |  |

| 30 décembre | LTC Prague | 19-3 (9-0, 3-2, 7-1) | Montchoisi HC |  |

| 31 décembre | LTC Prague | 10-0 (6-0, 3-0, 1-0) | HC Davos |  |

| Clt   | Équipe        | PJ | V | D | N | BP | BC | Pts |
| ----- | ------------- | -- | - | - | - | -- | -- | --- |
| +001, | LTC Prague    | 2  | 2 | 0 | 0 | 29 | 3  | 4   |
| +002, | HC Davos      | 2  | 1 | 1 | 0 | 3  | 11 | 2   |
| +003, | Montchoisi HC | 2  | 0 | 2 | 0 | 4  | 22 | 0   |

- Vainqueur de la compétition